# Xieji, Guangdong
Xieji (kinesiska: 谢鸡) är en köping i sydöstra Kina. Den ligger i Gaozhou i staden Maoming i provinsen Guangdong, omkring 270 kilometer sydväst om provinshuvudstaden Guangzhou. Antalet invånare är 44 317. Befolkningen består av 21 001 kvinnor och 23 316 män. Barn under 15 år utgör 20,0 %, vuxna 15-64 år 66 %, och äldre över 65 år 13,0 %.